# Anuel AA
Emmanuel Gazmey Santiago (Carolina, 26 november 1992), beter bekend onder zijn artiestennaam Anuel AA, is een Puerto Ricaanse rapper. Zijn muziek bevat vaak samples en inspiraties van liedjes die populair waren tijdens zijn jeugd.
Hij wordt gezien als een controversiële artiest in de Latin-muziekscene vanwege zijn juridische problemen en vetes met mede-Puerto Ricaanse rappers Cosculluela en Ivy Queen en met collega-Amerikaanse rapper 6ix9ine.

## Biografie
Anuel AA is opgegroeid in Carolina, Puerto Rico. Hij begon op veertienjarige leeftijd met het opnemen van muziek en vier jaar later in 2010 startte hij met het online plaatsen van zijn muziek. Later tekende hij bij de Latijnse afdeling van de Maybach Music Group van mede-Amerikaanse rapper Rick Ross. Zijn mixtape Real hasta la muerte uit 2016 werd goed ontvangen, maar zijn succes werd in hetzelfde jaar stopgezet door een gevangenisstraf van 30 maanden voor illegaal vuurwapenbezit in Puerto Rico. Hij nam het hele debuutalbum op terwijl hij in de gevangenis zat. Tijdens zijn straf steeg zijn muziekgenre in populariteit.
Op de dag van zijn vrijlating uit de gevangenis (17 juli 2018) bracht Anuel AA zijn debuutalbum met dezelfde titel uit, Real Hasta la Muerte. Het album was een commercieel succes. In de daaropvolgende zes maanden verscheen hij op de Billboard Hot Latin Songs, waarmee hij zijn positie als een van de beste Latino-artiesten versterkte. Eind 2018 werd zijn nummer 'Secreto' een hit in Latijns-Amerika toen hij en Karol G hun relatie publiekelijk bevestigden in de videoclip. In augustus 2019 bracht hij het nummer 'China' uit, een samenwerking met Daddy Yankee, Karol G, Ozuna en J Balvin, dat een wereldwijd succes was. Sindsdien heeft hij de hit 'Me gusta' uitgebracht met Shakira, en zijn tweede album, Emmanuel, dat op 29 mei 2020 werd uitgebracht. In november 2020 legde Anuel AA een verklaring af op Instagram en bracht een nieuw nummer uit waarin hij aangeeft dat hij binnenkort zou stoppen in de muziekindustrie vanwege familie- en relatieproblemen. Later kwam hij daarop terug en bracht met Ozuna het album Los dioses uit. Op 26 november 2021 kwam zijn derde studioalbum Las leyendas nunca mueren uit.
Op 18 februari 2022 nam Anuel AA deel aan de NBA All-Star Celebrity Game 2022.

## Discografie

### Studioalbums

#### Soloalbums
- 2018: Real hasta la muerte
- 2020: Emmanuel
- 2021: Las leyendas nunca mueren
- 2022: LLNM2

#### Gezamenlijke albums
- 2021: Los dioses (met Ozuna)

### Singles
- 2015 – Nacimos pa morir (feat. Jory Boy)
- 2016 – Soldado y profeta (feat. Ozuna, Almighty, Kendo Kaponi, Ñengo Flow)
- 2016 – Nunca sapo
- 2017 – Sola
- 2017 – 47 (feat. Ñengo Flow) (prod. Sinfónico & Lil Geniuz)
- 2017 – La última vez (feat. Bad Bunny)
- 2017 – Coronamos (feat. Lito Kirino)
- 2017 – Ceniza en cenicero
- 2017 – Ayer 2 (feat. J Balvin, Cosculluela, Nicky Jam) (prod. DJ Nelson)
- 2018 – Brindemos (feat. Ozuna)
- 2018 – Quiere beber
- 2017 – Culpables (feat. Karol G)
- 2017 - Matamos (feat. Bad Bunny)
- 2018 – Hipócrita (feat. Zion)
- 2018 – Que sería
- 2018 – Ella quiere beber (feat. Romeo Santos)
- 2018 – Bubalu (DJ Luian & Mambo Kingz feat. Becky G & Prince Royce)
- 2018 – Adictiva (feat. Daddy Yankee)
- 2018 – Amanece (feat. Haze)
- 2019 – Secreto (feat. Karol G)
- 2019 – Por ley
- 2019 – China (met Daddy Yankee, Karol G, Ozuna, J Balvin)
- 2020 – Me gusta (feat. Shakira)
- 2020 – Keii
- 2020 – 3 de abril
- 2020 – Follow (met Karol G)
- 2020 – La bebe (Remix), (met Cardi B, Black Jonas Point, Secreto & Liro Shaq)
- 2020 – Reggaetonera
- 2020 – Narcos
- 2020 – Fútbol y rumba
- 2020 – Don Don
- 2020 – Reloj
- 2024 – Tacos Gucci.

### Samenwerkingen
- 2014 – Soy esclavo de tu cuerpo (Yampi feat. Anuel AA)
- 2016 – Me quieren matar (Tempo & Anuel AA)
- 2016 – Maliante HP (Benny Benni & Anuel AA)
- 2016 – Liberace (Farruko & Anuel AA)
- 2016 – Ella y yo (Pepe Quintana feat. Farruko, Anuel AA, Tempo, Bryant Myers & Almighty)
- 2016 – Amor de calle (Anonimus, Alexis, Anuel AA)
- 2016 – Diablita (Noriel feat. Baby Rasta, Anuel AA)
- 2017 – Cristiniando (Alexio feat. Farruko, Anuel AA)
- 2017 – La noche oscura (Jory Boy feat. Anuel AA)
- 2017 – Tentandome (J Alvarez feat. Anuel AA)
- 2017 – Los intocables (Nengo Flow & Anuel AA)
- 2017 – Ayer (DJ Nelson feat. Anuel AA)
- 2017 – Bebé (Ozuna feat Anuel AA)
- 2018 – Con silenciador (El Alfa feat. Anuel AA)
- 2018 – Thinkin (Spiff TV feat. Anuel AA, Bad Bunny & Future)
- 2018 – Bebe (6ix9ine feat. Anuel AA) (Dummy Boy)
- 2018 – Mala (6ix9ine feat. Anuel AA) (Dummy Boy)
- 2019 – Asesina (Brytiago and Darell feat. Daddy Yankee, Ozuna & Anuel AA)
- 2019 – Verte ir (Dj Luian & Mambo Kings feat. Brytiago, Nicky Jam, Darell, Anuel AA)
- 2019 – Controla (Brytiago, Anuel AA)
- 2019 – Otro trago (Remix) (Sech en Darell feat. Anuel AA, Ozuna, Nicky Jam)
- 2019 – Te quemaste (Manuel Turizo, Anuel AA)
- 2020 – Fútbol y rumba (Anuel AA, Enrique Iglesias)
- 2020 – Illuminati (Lil Pump, Anuel AA)
- 2020 – Don don (Daddy Yankee, Kendo Kaponi)
- 2020 – Lemonade (Latin Remix) (Internet Money feat. Anuel AA, Don Toliver, Gunna & Nav)
- 2021 – Los dioses (album in samenwerking met Ozuna)
- 2023 – Milloneta (Rochy RD)

## Tournees
- 2018: Real Hasta la Muerte Tour Part 1
- 2019: Real Hasta la Muerte Tour Part 2
- 2019: Culpables Tour (met Karol G)
- 2019-2020: Emmanuel Tour
- 2022: Las Leyendas Nunca Mueren European Tour

## Filmografie
| Jaar      | Titel               | Rol      | Opmerkingen       |
| --------- | ------------------- | -------- | ----------------- |
| 2021-2022 | 30 dagen met: Anuel | Zichzelf | YouTube Originals |

## Prijzen en nominaties
| Jaar                         | Prijs                                      | Categorie                                           | Werk                                   | Resultaat   |
| ---------------------------- | ------------------------------------------ | --------------------------------------------------- | -------------------------------------- | ----------- |
| 2019                         |                                            |                                                     |                                        |             |
| Teen Choice Awards           | Choice Latin Song                          | 'Baila baila baila'                                 | Genomineerd                            |             |
| People's Choice Awards       | Latin Artist of 2019                       | Zichzelf                                            | Genomineerd                            |             |
| MTV Europe Music Awards      | Best Caribbean Act                         | Zichzelf                                            | Gewonnen                               |             |
| Premios Tu Música Urbana     | Male Urban Artist - Puerto Rico            | Zichzelf                                            | Genomineerd                            |             |
| Premios Tu Música Urbana     | Artist of the Year                         | Zichzelf                                            | Genomineerd                            |             |
| Premios Tu Música Urbana     | Remix of the Year - International          | 'A solas'                                           | Genomineerd                            |             |
| Premios Tu Música Urbana     | Remix of the Year - International          | 'Asesina'                                           | Genomineerd                            |             |
| Premios Tu Música Urbana     | Remix of the Year - International          | 'Ella quiere beber'                                 | Genomineerd                            |             |
| Premios Tu Música Urbana     | Collaboration of the Year - International  | 'Ella quiere beber'                                 | Genomineerd                            |             |
| Premios Tu Música Urbana     | Song of the Year                           | 'Ella quiere beber'                                 | Genomineerd                            |             |
| Premios Tu Música Urbana     | Album of the Year - International          | Real Hasta la Muerte                                | Genomineerd                            |             |
| Premios Tu Música Urbana     | Video of the Year - International          | 'Asesina'                                           | Genomineerd                            |             |
| Latin American Music Awards  | Artist of the Year                         | Zichzelf                                            | Gewonnen                               |             |
| Latin American Music Awards  | Favorite Male Artist                       | Zichzelf                                            | Gewonnen                               |             |
| Latin American Music Awards  | Favorite Urban Artist                      | Zichzelf                                            | Gewonnen                               |             |
| Latin American Music Awards  | Album of the year                          | Real hasta la muerte                                | Gewonnen                               |             |
| Latin American Music Awards  | Favorite Urban Album                       | Real hasta la muerte                                | Gewonnen                               |             |
| Latin American Music Awards  | Song of the Year                           | 'Ella quiere beber'                                 | Genomineerd                            |             |
| Latin American Music Awards  | Favorite Urban Song                        | 'Ella quiere beber'                                 | Genomineerd                            |             |
| Billboard Latin Music Awards | New Artist of the Year                     | Zichzelf                                            | Gewonnen                               |             |
| Billboard Latin Music Awards | Social Artist of the Year                  | Zichzelf                                            | Genomineerd                            |             |
| Billboard Latin Music Awards | Top Latin Album of the Year                | Real hasta la muerte                                | Genomineerd                            |             |
| Billboard Latin Music Awards | Latin Rhythm Album of the Year             | Real hasta la muerte                                | Genomineerd                            |             |
| Premios Juventud             | Best Song: Can't Get Enough of This Song   | 'Ella quiere beber'                                 | Genomineerd                            |             |
| Premios Juventud             | Best Song: Can't Get Enough of This Song   | 'Adictiva'                                          | Genomineerd                            |             |
| Premios Juventud             | Best Song: Singing in the Shower           | 'Secreto'                                           | Gewonnen                               |             |
| Premios Juventud             | Best Song: The Traffic Jam                 | 'Ella quiere beber'                                 | Gewonnen                               |             |
| Premios Juventud             | Can't Get Enough... (Best Social Artist)   | Zichzelf                                            | Genomineerd                            |             |
| Premios Juventud             | Couples that Fire Up My Feed (Best Couple) | Anuel AA & Karol G                                  | Gewonnen                               |             |
| Premio Lo Nuestro            | Revelation Artist of the Year              | Zichzelf                                            | Gewonnen                               |             |
| Heat Latin Music Awards      | New Artist of the Year                     | Zichzelf                                            | Gewonnen                               |             |
| Billboard Music Awards       | Top Latin Artist                           | Zichzelf                                            | Genomineerd                            |             |
| Billboard Music Awards       | Top Latin Album                            | Real hasta la muerte                                | Genomineerd                            |             |
| MTV Video Music Awards       | Best Latin Video                           | 'Secreto'                                           | Genomineerd                            |             |
| 2020                         | MTV Video Music Awards                     | Best Latin Video                                    | 'China'                                | Genomineerd |
| 2020                         | Premios Juventud                           | The artist that everyone wants to sing with         | Zichzelf                               | Genomineerd |
| 2020                         | Premios Juventud                           | Best dance choreography in a music video            | 'Whine Up'                             | Genomineerd |
| 2020                         | Premios Juventud                           | Couple or friends that appear on each other's feeds | Anuel AA & Karol G                     | Gewonnen    |
| 2020                         | Premios Juventud                           | Songs you listen to while stuck in traffic          | 'China'                                | Gewonnen    |
| 2020                         | Premios Juventud                           | Best collaboration song                             | 'China'                                | Gewonnen    |
| 2020                         | Premios Juventud                           | Artists that post with their pets                   | Karol G & Anuel AA met Goku            | Gewonnen    |
| 2020                         | Premios Juventud                           | Unexpected collaborations                           | 'Me gusta'                             | Genomineerd |
| 2020                         | Premio Lo Nuestro                          | Remix of the Year                                   | 'Baila baila baila'                    | Genomineerd |
| 2020                         | Premio Lo Nuestro                          | Remix of the Year                                   | 'Otro trago'                           | Genomineerd |
| 2020                         | Premio Lo Nuestro                          | Urban Collaboration of the Year                     | 'Secreto'                              | Gewonnen    |
| 2020                         | Premio Lo Nuestro                          | Urban/Trap Song of the Year                         | 'Delincuente'                          | Genomineerd |
| 2020                         | Premio Lo Nuestro                          | Social Artist of the Year                           | Zichzelf                               | Gewonnen    |
| 2020                         | Billboard Latin Music Awards               | Social Artist of the Year                           | Zichzelf                               | Genomineerd |
| 2020                         | Billboard Latin Music Awards               | Hot Latin Songs Artist of the Year, Male            | Zichzelf                               | Genomineerd |
| 2020                         | Billboard Latin Music Awards               | Hot Latin Song of the Year                          | 'Otro trago'                           | Genomineerd |
| 2020                         | Billboard Latin Music Awards               | Hot Latin Song of the Year, Vocal Event             | 'Otro trago'                           | Genomineerd |
| 2020                         | Billboard Latin Music Awards               | Airplay Song of the Year                            | 'China'                                | Genomineerd |
| 2020                         | Billboard Latin Music Awards               | Airplay Song of the Year                            | 'Baila baila baila'                    | Genomineerd |
| 2020                         | Billboard Latin Music Awards               | Digital Song of the Year                            | 'Baila baila baila'                    | Genomineerd |
| 2020                         | Billboard Latin Music Awards               | Streaming Song of the Year                          | 'Ella quiere beber'                    | Genomineerd |
| 2020                         | Billboard Latin Music Awards               | Streaming Song of the Year                          | 'Otro trago'                           | Genomineerd |
| 2020                         | Billboard Latin Music Awards               | Latin Rhythm Song of the Year                       | 'Otro trago'                           | Genomineerd |
| 2020                         | Billboard Latin Music Awards               | Latin Rhythm Song of the Year                       | 'Baila baila baila'                    | Genomineerd |
| 2020                         | Latin Grammy Awards                        | Best New Artist                                     | Zichzelf                               | Genomineerd |
| 2020                         | Latin Grammy Awards                        | Record of the Year                                  | 'China'                                | Genomineerd |
| 2020                         | Latin Grammy Awards                        | Best Urban Fusion/Performance                       | 'China'                                | Genomineerd |
| 2020                         | Latin Grammy Awards                        | Best Urban Music Album                              | Emmanuel                               | Genomineerd |
| 2020                         | Latin Grammy Awards                        | Best Rap/Hip Hop Song                               | 'Narcos'                               | Genomineerd |
| 2020                         | Latin Grammy Awards                        | Best Rap/Hip Hop Song                               | 'Medusa' (met J Balvin en Jhay Cortez) | Genomineerd |
| 2020                         | Latin Grammy Awards                        | Best Urban Song                                     | 'Adicto'                               | Genomineerd |